# Дэвис, Рошель
Рошель Дэвис (англ. Rochelle Davis; 14 июня 1980, Филадельфия, Пенсильвания) — американская актриса.

## Биография
Настоящее имя Рошель Дэвис — Андреа Хансбергер, она родилась в Филадельфии. У неё есть брат Люк. Рошель училась в школе Хард Нокс.
Она дебютировала в кинематографе в 1993 году в культовом фильме «Ворон», сыграв роль Сары, подруги возлюбленной главного героя Шелли Уэбстер. После трагической гибели актёра Брэндона Ли во время съёмок фильма Рошель ушла со съёмок, но позже вернулась для того, чтобы доиграть свою роль. После окончания съёмок фильма «Ворон» она 15 лет не появлялась в кино.
В 2007 году она была арестована вместе с группой бандитов за участие в незаконном обороте наркотиков. После четырёх месяцев в тюрьме она была освобождена и впервые за много лет появилась на публике на фестивале Screamfest в 2008 году.
В 2009 году Рошель вернулась в кинематограф, сыграв роль детектива в фильме «Адский дом». В 2016 году вышел фильм ужасов «Гротеск», в котором она сыграла главную роль.

## Личная жизнь
В 2000 году Рошель вышла замуж и взяла фамилию Руано, в 2003 году родила сына Дези. Через некоторое время супруги развелись. С августа 2014 года живёт в гражданском браке с Джеем Джорданом Фуллером.

## Фильмография
| Год  |   | Русское название               | Оригинальное название    | Роль          |
| ---- | - | ------------------------------ | ------------------------ | ------------- |
| 1994 | ф | Ворон                          | The Crow                 | Сара          |
| 2009 | ф | Адский дом                     | Hell House               | детектив      |
| 2016 | ф | Гротеск                        | Grotesque                | Алера         |
| 2016 | с | Радио Грайндхауса              | The Grindhouse Radio     | камео         |
| 2018 | ф | Месть дьявольской летучей мыши | Revenge of the Devil Bat | миссис Лейтон |